# Fort d'Agra
Pour les articles homonymes, voir Agra (homonymie).
Le fort d'Agra (hindi : आगरा क़िला, ourdou : آگرہ قلعہ) est un fort et une ancienne résidence impériale moghole situé à Agra en Uttar Pradesh (Inde). Recouvrant une surface de 38 hectares, c'est le plus grand fort de l'Inde. Il a été inscrit au patrimoine mondial de l'UNESCO en 1983. Les murs d'enceinte, en grès rouge, sont hauts de  21 mètres et longs de 2,5 km.

## Histoire

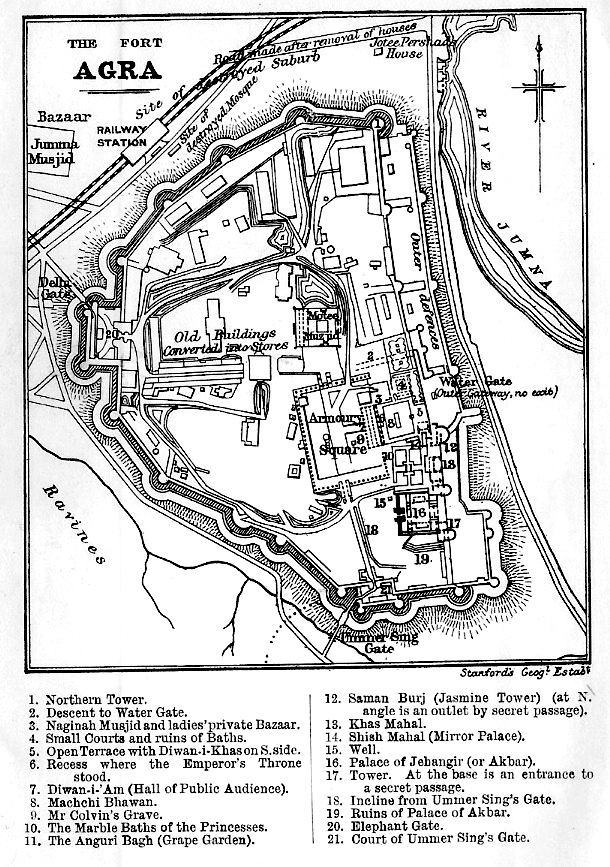
Plan du fort en 1901.

Mentionné pour la première fois en 1080, c'était à cette époque un simple fort fait de briques. Il appartenait alors aux Sikarwar, un clan Rajput. Sikandar Lodi, après avoir déplacé sa capitale à Agra, fut le premier sultan de Delhi à vivre dans le fort. Son fils, Ibrahim Lodi, y construisit quelques palais et une mosquée. Après la première bataille de Panipat en 1526, les Moghols s'emparèrent du fort. Bâbur décida d'y rester et y creusa un Bâoli. La place forte fut ensuite le théâtre d'une série de batailles où il fut pris par Sher Shâh Sûrî, puis par Humâyûn. Hemu, après avoir défait Humâyûn, pilla le fort et se lança à la conquête de Delhi. Finalement Hemu fut battu par les Moghols lors de la deuxième bataille de Panipat.
Comprenant que la ville occupait une position stratégique, Akbar décida de faire d'Agra sa capitale en 1558. Le fort étant en ruines, il le fit reconstruire afin d'en faire un palais résidentiel pour son fils Jahângîr. La construction, qui employa près de 4 000 personnes, s'étendit sur huit années pour s'achever en 1573. Le monument, originellement en briques, fut reconstruit avec du grès rouge venant du Rajasthan.
À partir de ce moment-là, le fort ne fut plus seulement une place militaire mais aussi un lieu de résidence. L'architecture est de style hindou, le style moghol s'affirmera plus tard sous Shâh Jahân.
Pendant la Révolte des cipayes, le fort, assiégé par les rebelles, servit de refuge aux Britanniques.

## Disposition et architecture
Le fort occupe un demi-disque de 38 hectares. Les doubles remparts sont ponctués de bastions circulaires comportant créneaux, embrasures et mâchicoulis. L’enceinte compte quatre portes, les plus remarquables étant la porte de Delhi et la porte de Lahore (ou porte Amar Singh).
La porte de Delhi, située à l’ouest du fort, est considérée comme un chef-d’œuvre de l’époque d’Akbar. Construite en 1568 afin d’améliorer la sécurité, elle est la plus grande des quatre portes.
Le site est un précieux témoignage de l’architecture indienne. Abul al-Fazl ibn Mubarak y recensa plus de cinq mille monuments, bien que certains aient été détruits par Shâh Jahân pour construire ses palais en marbre blanc. Beaucoup de bâtiments ont été détruits par les Britanniques entre 1803 et 1862 pour ériger des barricades. Seulement une trentaine de constructions mogholes subsistent dans la partie sud-est de la place forte.

## Galerie de photos

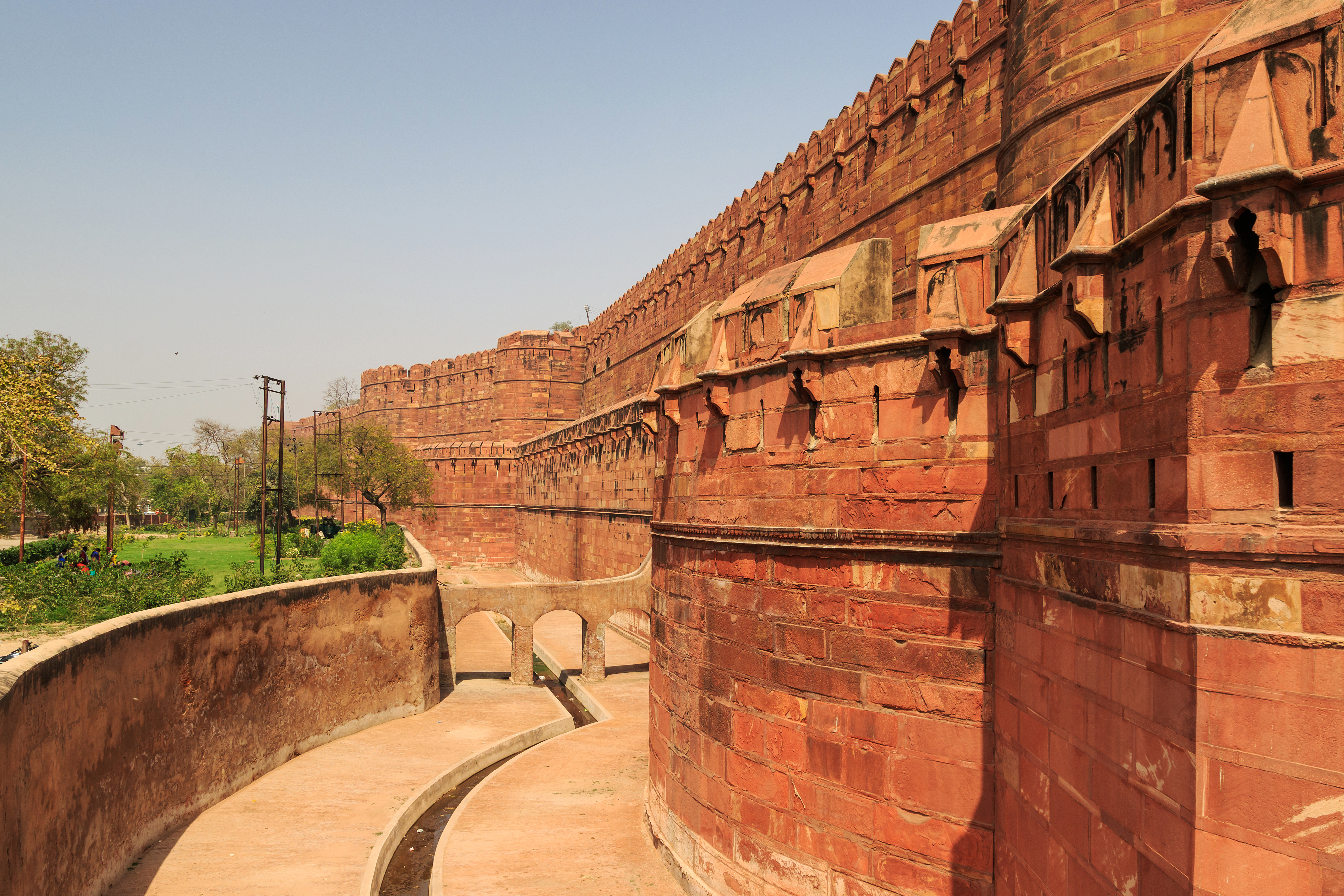
Mur d'enceinte du fort d'Agra.
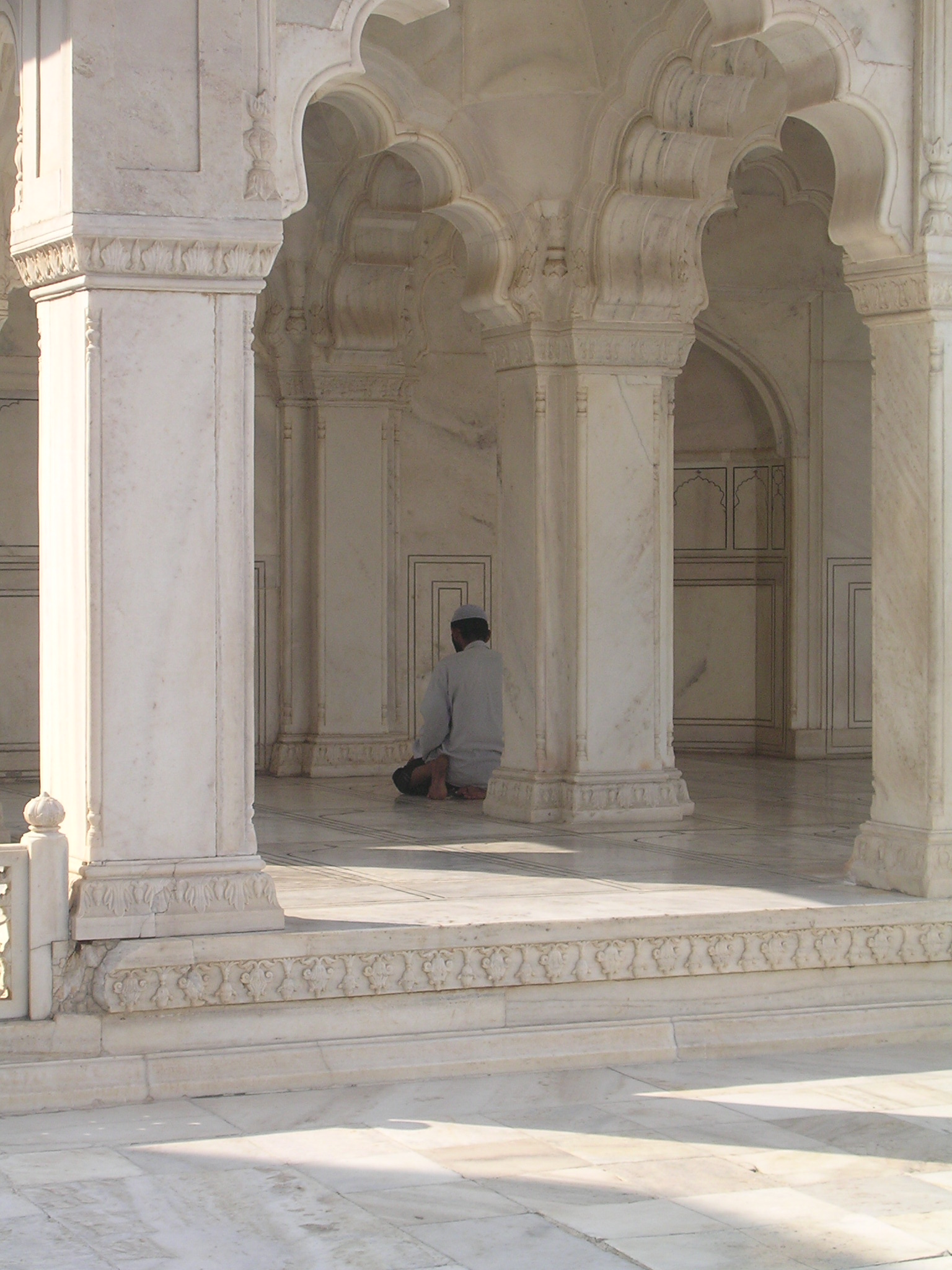
Mosquée du fort rouge d'Agra.
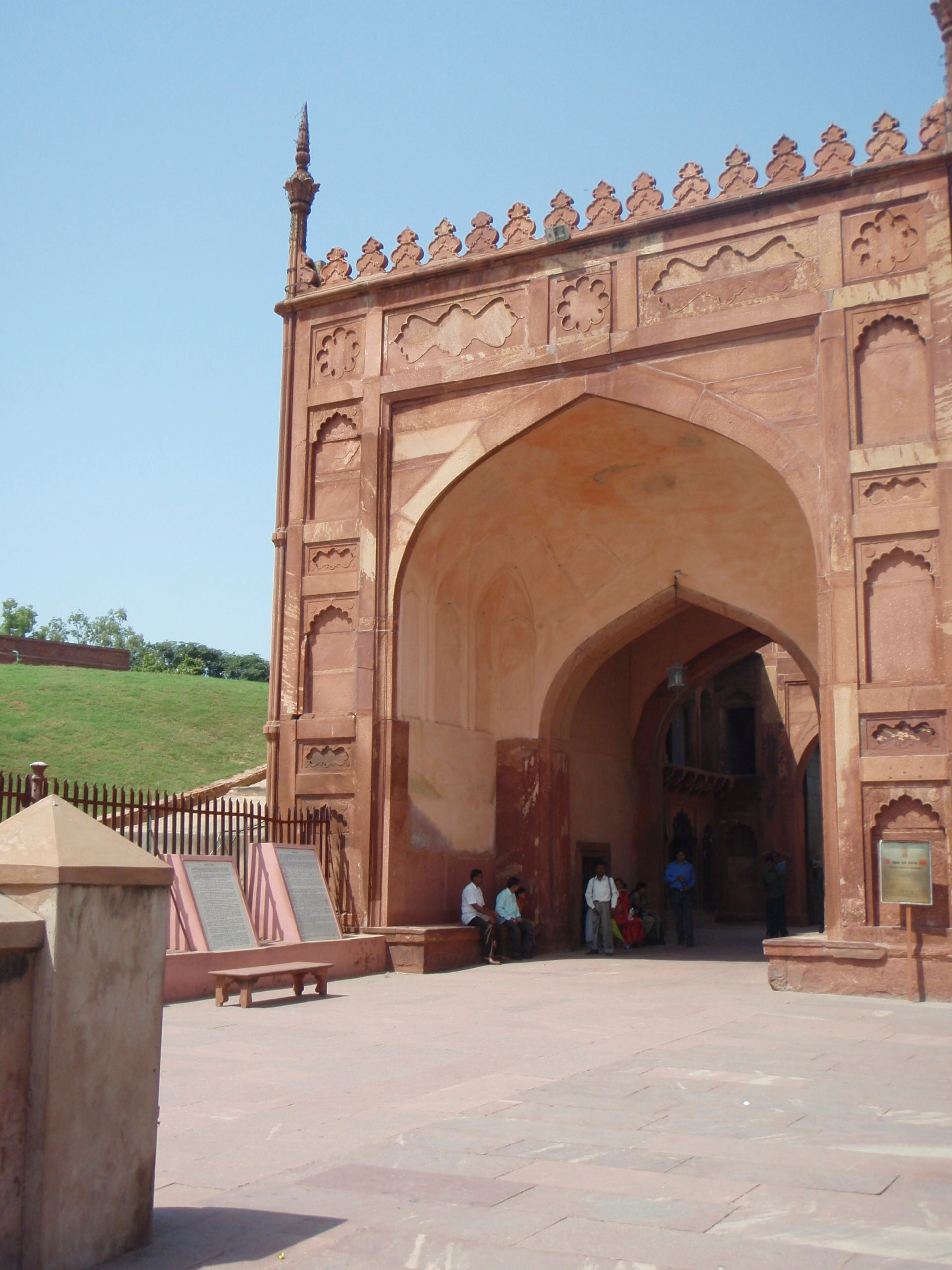
Fort d'Agra.
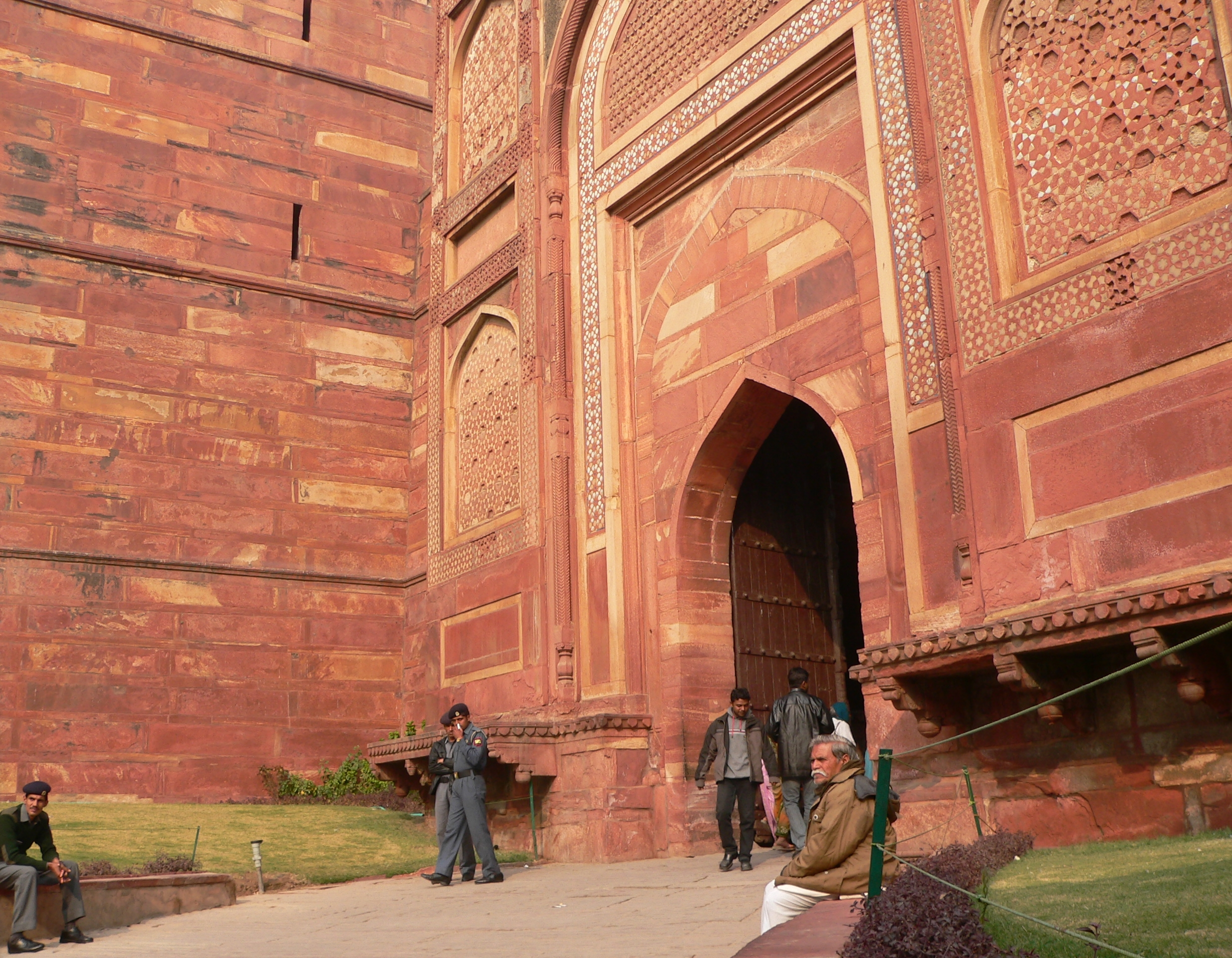
Deuxième porte du fort.
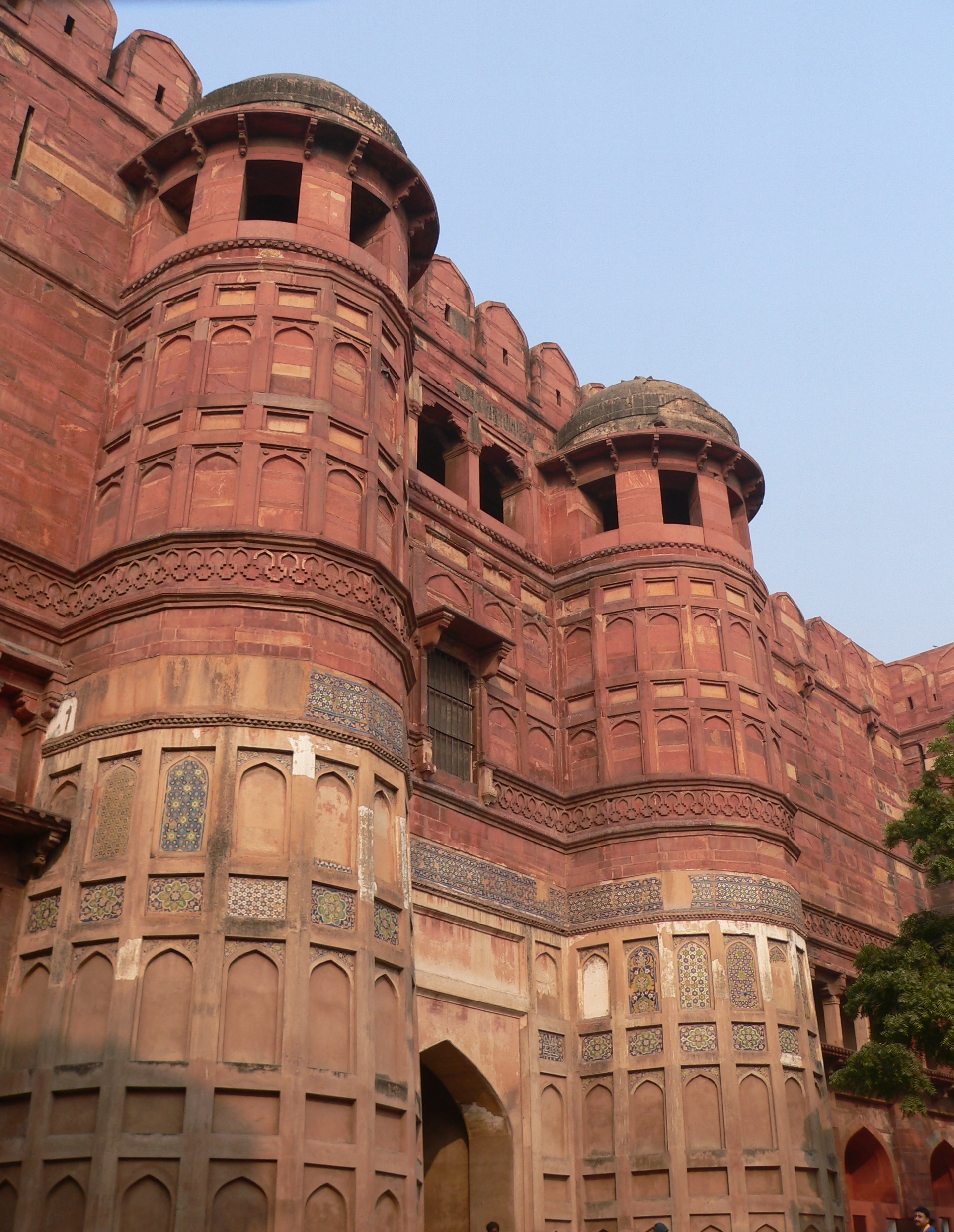
Troisième porte du fort, derrière se trouve la mosquée.
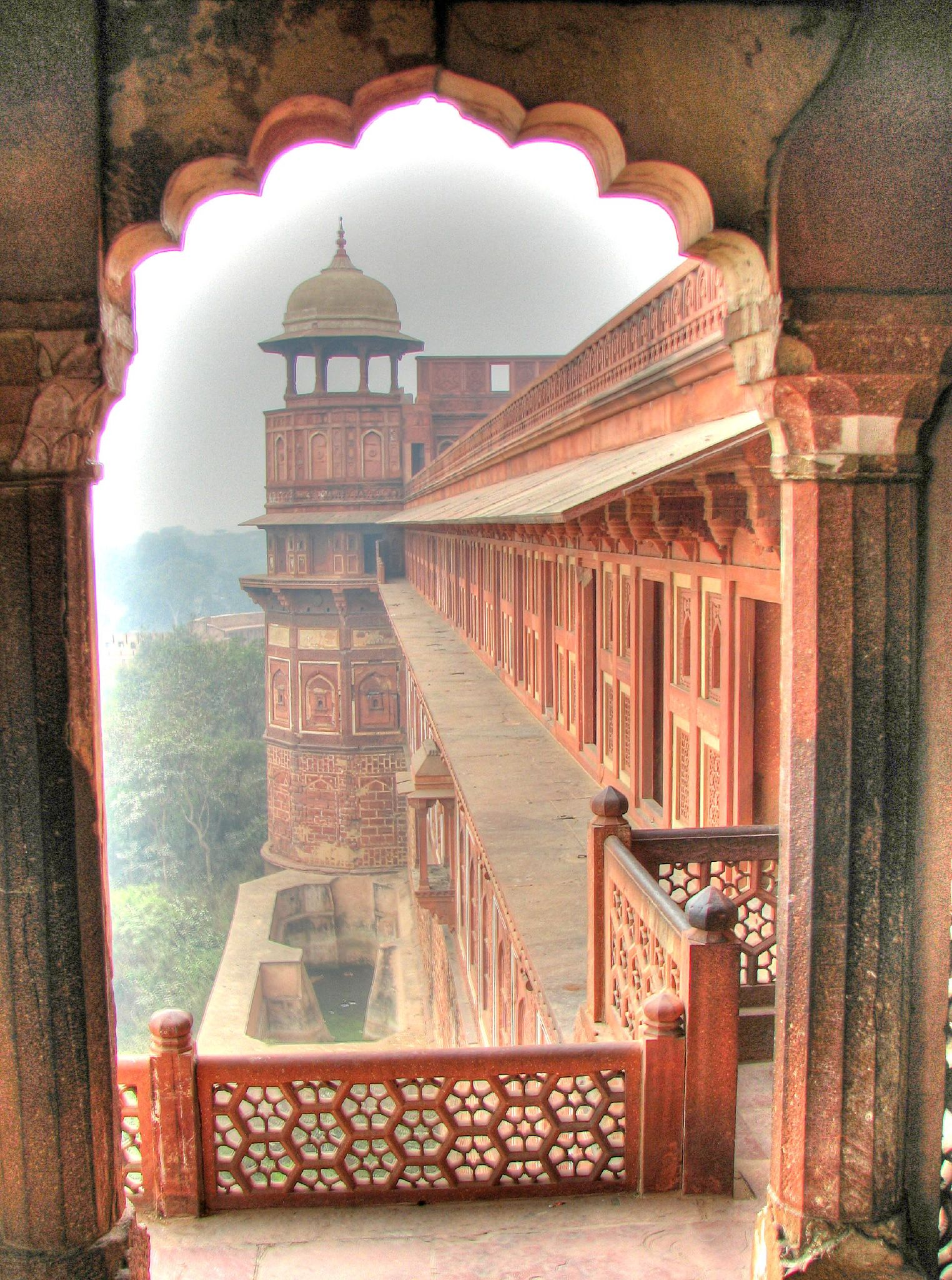
Vue d'un balcon.
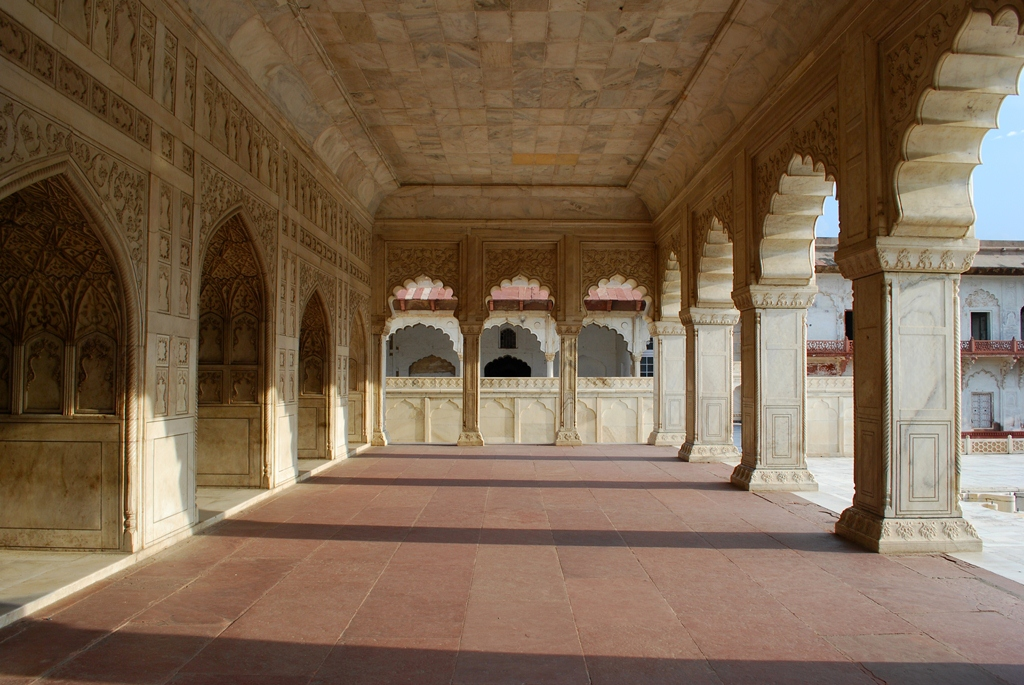
Dīvān-i-Khās (salles d'audiences privées).
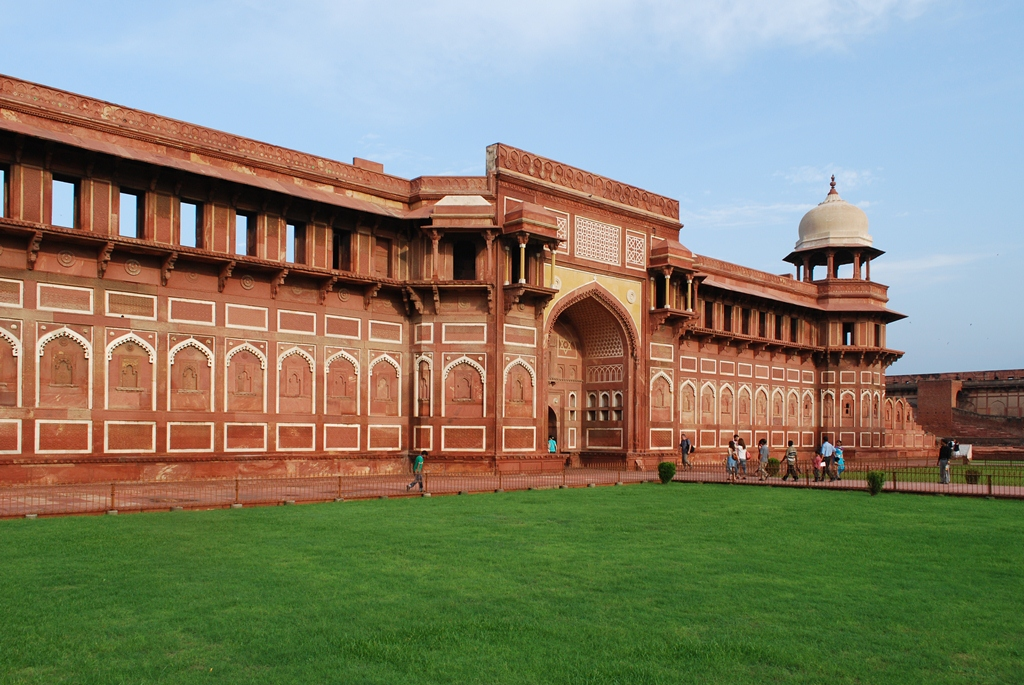
Palais de Jahângîr.
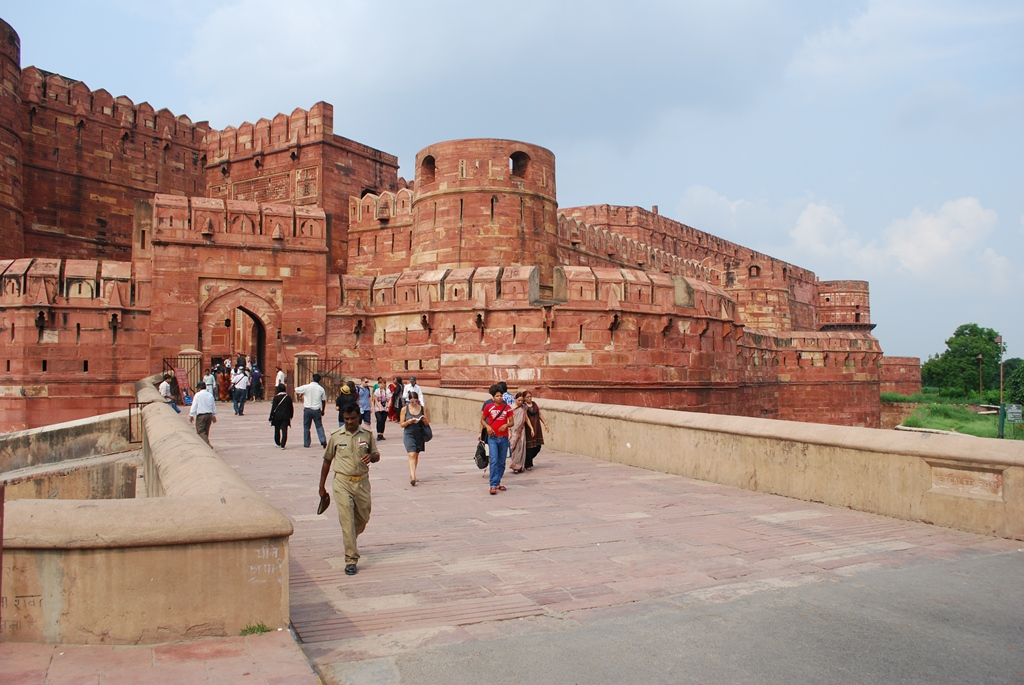
La porte d'Amar Singh.